# جانيت اكيوز ماتيي
جانيت اكيوز ماتيي (بالإنجليزية: Janet Akyüz Mattei)‏(و1943 – 2004 م) هي عالمة فلك من الولايات المتحدة الأمريكية . ولدت في بودروم، بتركيا.  توفيت في بوسطن، عن عمر يناهز 61 عاماً بسبب مرض ابيضاض الدم.

## التعليم
تعلمت في جامعة فرجينيا.

## جوائز
حصلت على جوائز منها:
- وسام جاكسون وجويلت (1995)
- جائزة جورج فان بيسبروك [الإنجليزية]‏.